# Andrew Jackson Downing
Andrew Jackson Downing (ur. 30 października 1815 w Newburgh, zm. 28 lipca 1852 na rzece Hudson) – amerykański architekt i projektant ogrodów.
W wieku 16 lat skończył szkołę, później pracował w botanicznej szkółce ojca. Propagował budownictwo willowe i dworkowe. W 1850 podróżował po Europie, nawiązał współpracę z angielskim architektem Calvertem Vauxem, z którym w tym samym roku założył pierwszą w USA firmę architektoniczną, specjalizującą się w architekturze krajobrazu. Napisał i opublikował wiele prac teoretycznych, m.in. A Treatise on the Theory and Practice of Landscape Gardening, Adapted to North America (1841), Cottage Residences (1842), Notes about Buildings in the Country (1849) i The Architecture of Country Houses (1850), w której zamieścił zarówno projekty willi, dworków i domków miejskich, jak i projekty ich wyposażenia. Zginął w wypadku parowca na rzece Hudson.